# Neomida haemorrhoidalis
Neomida haemorrhoidalis is een keversoort uit de familie zwartlijven (Tenebrionidae). De kever is vijf à zes millimeter groot. De kop, halsschild (pronotum), antennes en poten zijn rood en de dekschilden (elytra) diepzwart. Het mannetje draagt twee opvallende stekels op de bovenzijde van de kop.
De kever leeft in oude intacte loofbossen. De larven ontwikkelen zich in paddenstoelen die parasiteren op verzwakte bomen, met name zwammen van het geslacht Fomes. Het verspreidingsgebied van Neomida haemorrhoidalis loopt van het Iberisch Schiereiland in het zuidwesten tot in Scandinavië en Rusland in het noordoosten. Doordat de kever afhankelijk is van wouden met weinig verstoring is hij ondanks zijn grote verspreiding een zeldzame soort.